# Krylow-Halbinsel
Die Krylow-Halbinsel (russisch Полуостров Крылова Poluostrow Krylowa) ist eine eisbedeckte Halbinsel an der Oates-Küste des ostantarktischen Viktorialands. Sie ragt dort westlich der Lauritzen Bay in die Somow-See.
Luftaufnahmen entstanden bei der US-amerikanischen Operation Highjump (1946–1947), bei einer sowjetischen Antarktisexpedition im Jahr 1958 und einer 1959 durchgeführten Kampagne im Rahmen der Australian National Antarctic Research Expeditions. Die Wissenschaftler der sowjetischen Expeditionbenannten sie nach dem russischen Schiffsbauingenieur und Mathematiker Alexei Krylow (1863–1945). Das Antarctic Names Committee of Australia (ANCA) übersetzte diese Benennung am 19. November 1963 ins Englische.